# British Hard Court Championships
Il British Hard Court Championships è stato un torneo di tennis facente parte del Grand Prix e del WTA Tour. Si è giocato al West Hants Tennis Club di Bournemouth in Inghilterra e a Cardiff in Galles. La superficie usata era un particolare tipo di terra rossa, ricavata triturando roccia scistosa, che lascia dei granuli di dimensioni maggiori e quindi non rallenta la palla come l'usuale terra rossa dei tornei europei.
La prima edizione dell'aprile 1968 è stata il primo torneo dell'era Open.

## Albo d'Oro

### Singolare maschile
| Anno | Vincitore       | Finalista         | Punteggio               |
| ---- | --------------- | ----------------- | ----------------------- |
| 1968 | Ken Rosewall    | Rod Laver         | 3–6, 6–2, 6–0, 6–3      |
| 1969 | John Newcombe   | Bob Hewitt        | 6–8, 6–3, 5–7, 6–4, 6–4 |
| 1970 | Mark Cox        | Bob Hewitt        | 6–1, 6–2, 6–3           |
| 1971 | Gerald Battrick | Željko Franulović | 6–3, 6–2, 5–7, 6–0      |
| 1972 | Bob Hewitt      | Pierre Barthes    | 6–2, 6–4, 6–3           |
| 1973 | Adriano Panatta | Ilie Năstase      | 6–8, 7–5, 6–3           |
| 1974 | Ilie Năstase    | Paolo Bertolucci  | 6–1, 6–3, 6–0           |
| 1975 | Manuel Orantes  | Onny Parun        | 6–3, 4–6, 6–2, 7–5      |
| 1976 | Wojciech Fibak  | Manuel Orantes    | 6–2, 7–9, 6–2, 6–2      |
| 1977 | Non disputato   | Non disputato     | Non disputato           |
| 1978 | José Higueras   | Paolo Bertolucci  | 6–2, 6–1, 6–3           |
| 1979 | Non disputato   | Non disputato     | Non disputato           |
| 1980 | Ángel Giménez   | Shlomo Glickstein | 3–6, 6–3, 6–3           |
| 1981 | Víctor Pecci    | Balázs Taróczy    | 6–3, 6–4                |
| 1982 | Manuel Orantes  | Ángel Giménez     | 6–2, 6–0                |
| 1983 | José Higueras   | Tomáš Šmíd        | 2–6, 7–6, 7–5           |

### Doppio maschile
| Anno | Campioni                      | Finalisti                           | Punteggio               |
| ---- | ----------------------------- | ----------------------------------- | ----------------------- |
| 1968 | Roy Emerson Rod Laver         | Andrés Gimeno Pancho Gonzales       | 8–6, 4–6, 6–3, 6–2      |
| 1969 | Bob Hewitt Frew McMillan      | Jean-Claude Barclay Bobby Wilson    | 6–4, 6–2, 2–6, 9–7      |
| 1970 | Tom Okker Tony Roche          | William Bowrey Owen Davidson        | 2–6, 6–4, 6–4, 6–4      |
| 1971 | William Bowrey Owen Davidson  | Patricio Cornejo Jaime Fillol       | 8–6, 6–2, 3–6, 4–6, 6–3 |
| 1972 | Bob Hewitt Frew McMillan      | Ilie Năstase Ion Țiriac             | 7–5, 6–2                |
| 1973 | Juan Gisbert Ilie Năstase     | Adriano Panatta Ion Ţiriac          | 6–4, 8–6                |
| 1974 | Juan Gisbert Ilie Năstase     | Corrado Barazzutti Paolo Bertolucci | 6–4, 6–2, 6–0           |
| 1975 | Juan Gisbert Manuel Orantes   | Syd Ball Dick Crealy                | 8–6, 6–3                |
| 1976 | Wojciech Fibak Fred McNair    | Juan Gisbert Manuel Orantes         | 4–6, 7–5, 7–5           |
| 1977 | Non disputato                 | Non disputato                       | Non disputato           |
| 1978 | Louk Sanders Rolf Thung       | David Carter Rod Frawley            | 6–3, 6–4                |
| 1979 | Non disputato                 | Non disputato                       | Non disputato           |
| 1980 | Eddie Edwards Lennert Edwards | Andrew Jarrett Jonathan Smith       | 6–3, 6–7, 8–6           |
| 1981 | Ricardo Cano Víctor Pecci     | Buster Mottram Tomáš Šmíd           | 6–4, 3–6, 6–3           |
| 1982 | Paul McNamee Buster Mottram   | Henri Leconte Ilie Năstase          | 3–6, 7–6, 6–3           |
| 1983 | Tomáš Šmíd Sherwood Stewart   | Heinz Günthardt Balázs Taróczy      | 7–6, 7–5                |

### Singolare femminile
| Anno       | Vincitore              | Finalista              | Punteggio     |
| ---------- | ---------------------- | ---------------------- | ------------- |
| 1968       | Virginia Wade          | Winnie Shaw            | 6–4, 6–1      |
| 1969       | Margaret Court         | Winnie Shaw            | 5–7, 6–4, 6–4 |
| 1970       | Margaret Court         | Virginia Wade          | 6–2, 6–3      |
| 1971       | Margaret Court         | Evonne Goolagong       | 7–5, 6–1      |
| 1972       | Evonne Goolagong       | Helga Niessen Masthoff | 6–0, 6–4      |
| 1973       | Virginia Wade          | Evonne Goolagong       | 6–4, 6–4      |
| 1974       | Virginia Wade          | Julie Heldman          | 6–1, 3–6, 6–1 |
| 1975       | Janet Newberry         | Terry Holladay         | 7–9, 7–5, 6–3 |
| 1976       | Helga Niessen Masthoff | Sue Barker             | 5–7, 6–3, 6–3 |
| 1977- 1994 | Non disputato          | Non disputato          | Non disputato |
| 1995       | Ludmila Richterová     | Patricia Hy-Boulais    | 6–7, 6–4, 6–3 |
| 1996       | Dominique Van Roost    | Laurence Courtois      | 6–4, 6–2      |

### Doppio femminile
| Anno       | Vincitore                           | Finalista                           | Punteggio     |
| ---------- | ----------------------------------- | ----------------------------------- | ------------- |
| 1968       | Christine Truman Janes Nell Truman  | Fay Toyne-Moore Anette du Plooy     | 6–4, 6–3      |
| 1969       | Margaret Court Judy Tegart          | Ada Bakker Marijke Schaar           | 6–1, 6–4      |
| 1970       | Margaret Court Judy Tegart          | Rosie Casals Billie Jean King       | 6–2, 6–8, 7–5 |
| 1971       | Mary Ann Eisel Françoise Dürr       | Margaret Court Evonne Goolagong     | 6–3, 5–7, 6–4 |
| 1972       | Evonne Goolagong Helen Gourlay      | Brenda Kirk Betty Stöve             | 7–5, 6–1      |
| 1973       | Patricia Coleman Wendy Turnbull     | Evonne Goolagong Janet Young        | 7–5, 7–5      |
| 1974       | Julie Heldman Virginia Wade         | Patti Hogan Sharon Walsh            | 6–2, 6–2      |
| 1975       | Lesley Charles Sue Mappin           | Delina Ann Boshoff Greer Stevens    | 6–3, 6–3      |
| 1976       | Delina Ann Boshoff Ilana Kloss      | Lesley Charles Sue Mappin           | 6–3, 6–2      |
| 1977- 1994 | Non disputato                       | Non disputato                       | Non disputato |
| 1995       | Mariaan de Swardt Ruxandra Dragomir | Kerry-Anne Guse Patricia Hy-Boulais | 6–3, 7–5      |
| 1996       | Katrina Adams Mariaan de Swardt     | Els Callens Laurence Courtois       | 6–0, 6–4      |